# كاكو الماري توباينن

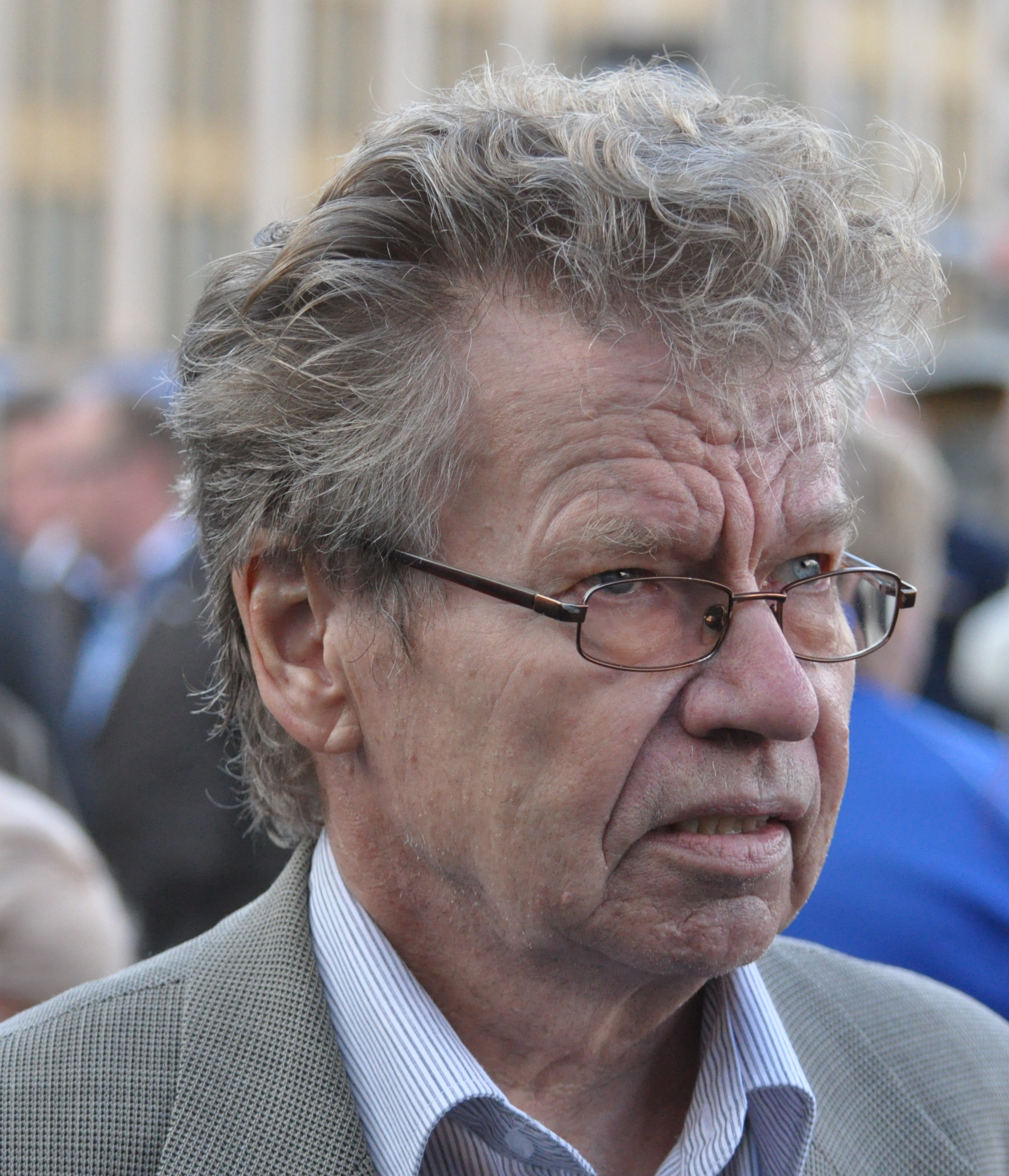
كاكو إلماري

كاكو إلماري توباينن (ولد في 8 مايو 1940 في كالاجوكي) محاسب و سياسي فنلندي. وكان عضواً في البرلمان الفنلندي بين عامي 2011 و2015، ممثلاً عن حزب الفنلنديين.